# Symphonies pour orgue (Louis Vierne)
Les Symphonies pour orgue sont des œuvres de Louis Vierne.
Elles ont été écrites entre 1899 et 1930, passant d'un style romantique, proche de celui de Charles-Marie Widor à une écriture plus resserrée, comportant certaines dissonances. Elles sont représentatives d'un genre musical inauguré par César Franck et poursuivi jusqu'à Jean Guillou et au-delà, la symphonie pour orgue.
Elles ont toutes, à l'exception de la première, cinq mouvements et comportent une ascension dans leur tonalité, toujours en mineur.

## Symphonie n° 1 op. 14 en ré mineur
Elle a été écrite entre 1898 et 1899, l'année de son mariage, peu avant qu'il soit nommé titulaire de l'orgue de la Cathédrale Notre-Dame de Paris. Elle est dédiée à Alexandre Guilmant, dont Vierne était l'assistant au Conservatoire et a été jouée pour la première fois par Charles-Marie Widor.
Elle se compose de six mouvements et sa durée est d'un peu moins de trois quarts d'heure.
- Prélude
- Fugue
- Pastorale
- Allegro vivace
- Andante
- Final

## Symphonie n° 2 op. 20 en mi mineur
Elle a été écrite en 1902. Elle est dédiée à Charles Mutin, facteur d'orgue (successeur de Cavaillé-Coll) et ami du compositeur, qui en fit la première et qui fut soupçonné par la suite de le tromper avec sa femme. Claude Debussy en a fait l'éloge.
Elle se compose de cinq mouvements et sa durée est d'un peu moins de trois quarts d'heure.
- Allegro
- Choral
- Scherzo
- Cantabile
- Final

## Symphonie n° 3 op. 28 en fa dièse mineur
Elle a été écrite en 1911, année du décès de la mère du musicien et d'Alexandre Guilmant, dédicataire de la Première Symphonie. Elle a été composée dans la maison normande de Marcel Dupré où Vierne était en villégiature, ce dernier la dédia à son hôte, qui en assura la création en mars 1912.
Elle se compose de cinq mouvements et sa durée est d'un peu plus d'une demi-heure.
- Allegro Maestoso
- Cantilène
- Intermezzo
- Adagio
- Final

## Symphonie n° 4 op. 32 en sol mineur
Elle a été écrite durant l'été 1914 et dédiée à William C. Carl, un organiste américain et n'a été créée qu'en 1924 par André Marchal.
Elle se compose de cinq mouvements et sa durée est d'un peu plus d'une demi-heure.
- Prélude
- Allegro
- Menuet
- Romance
- Final

## Symphonie n° 5 op. 47 en la mineur
Elle a été écrite en 1924. Sa partition comporte un certain degré d'atonalité. Elle a été créée le 26 mai 1934 par Georges Ibos en l’église Saint-Honoré-d’Eylau.
Elle se compose de cinq mouvements et sa durée est d'un peu plus de trois quarts d'heure.
- Grave
- Allegro molto marcato
- Tempi di scherzo ma non troppo vivo
- Larghetto
- Final

## Symphonie n° 6 op. 59 en si mineur
Elle a été composée en 1930 à Menton et dédiée à l'organiste canadien Lynnwood Farnam, récemment décédé. Créée à New York par Carl Weinrich (en) en 1932, c'est Maurice Duruflé qui en a assuré la première audition française, à la Cathédrale Notre-Dame de Paris le 3 juin 1934.
Elle se compose de cinq mouvements et sa durée est d'un peu moins de trois quarts d'heure.
- Introduction et Allegro
- Aria
- Scherzo
- Adagio
- Final